# Caralis Chaos
Caralis Chaos ist ein etwa 100 Kilometer großes Becken mit einer wirren, zerfurchten Landschaft auf dem Mars.

## Beschreibung
In der Region zwischen Terra Cimmeria und Terra Sirenum befinden sich etliche Hügelfelder, die in mehreren großen, stark erodierten Becken liegen. Das chaotische Gebiet Caralis Chaos ist dabei einer der wild strukturierte Landschaften in einer fast kreisrunden Tiefebene, die aus einer Ansammlung von mehreren hundert kleinen Bergspitzen und Tafelbergen mit heller Oberfläche besteht. Diese Hügelfelder wurden erstmals auf Viking-Bildern als chaotisches Terrain kartiert. Es wird angenommen, dass diese Ablagerungen die Überreste des alten Eridania-Sees darstellen.